# TSC Schwarz Gold
Der TSC Schwarz Gold ist ein österreichischer Tanzsportclub aus Wien. Der Club wurde im Oktober 2008 gegründet und hat seinen Hauptsitz im 5. Wiener Gemeindebezirk in der Spengergasse 27. Das Hauptaugenmerk der Vereinsarbeit liegt auf dem Bereich des Formationstanzsportes Latein und Standard, aber auch im Bereich Einzeltanzen Latein und Standard konnte der TSC Schwarz Gold in den letzten Jahren einige sehr erfolgreiche Paare verzeichnen. Aktuell hat der Verein 4 Latein-Formationsteams, 2 Standard-Formationsteams und über 20 aktive Einzelpaare in beiden Disziplinen. Als weitere Trainingsmöglichkeiten bietet der Verein regelmäßige Trainingslager, Trainingstage und Fitnessworkshops an. Jedes Jahr werden mehrere Schnuppertrainings angeboten, bei denen gezielt nach neuen Tänzern und Tänzerinnen gesucht wird.

## Formation Latein
In den Formationen Latein tanzen 6–8 Paare gemeinsam die Tänze Samba, Cha-Cha-Cha, Rumba, Paso Doble und Jive.

### A-Team
Das Latein A-Team des TSC Schwarz Gold entstand durch die Tanzschule Elmayer und startete mit der Choreographie „No Limits“. Nach Vereinsgründung und Wechsel der Choreographie zu „Move“ tanzte sich das A-Team des Clubs rasch von der 2. Österreichischen Bundesliga in die 1. Bundesliga und dort zum damaligen Staatsmeister Latein hoch. Mit Erfolgschoreographie "Siamo Noi" konnte man auch erste internationale Finalplätze erreichen. 2011 einen 5. Platz bei der Europameisterschaft, 2012 einen 6. Platz bei der Weltmeisterschaft.
Mit "Don't Stop Believing" präsentierte das Latein A-Team 2012 die erste clubeigene Choreographie. Aufgrund des ausgebliebenen Erfolgs entschied man sich jedoch die darauffolgende Choreographie wieder zu leasen und wechselte auf die häufig getanzte Choreographie "Fortis Nova" die im gleichen Jahr auch das clubeigene B-Team tanzt.
Mit "Invictus" entschied man sich erneut dafür eine eigene Choreographie zu kreieren um im Startfeld noch weiter nach vorne rücken zu können. Mit dieser Choreo ertanzte das Team 2016 auch den ersten Staatsmeistertitel.
Mit der ebenfalls eigens kreierten Choreographie "Spirit of Life" konnte man den Staatsmeistertitel ein weiteres Jahr für sich beanspruchen. Auch konnte das Team damit 2017 in Schwechat mit dem 5. Platz ihr bisher bestes internationales Ergebnis erreichen.
Im Frühjahr 2019 tanzt das Latein A-Team die Choreographie "Choices". Aufgrund des ausgebliebenen Erfolges entschied man sich ab Herbst 2019 erneut mit "Spirit of Life" an den Start zu gehen. Aktuell tanzt das Team zu "Music from Heaven".
| Auszug Erfolge Latein A-Team | Auszug Erfolge Latein A-Team | Auszug Erfolge Latein A-Team                                                        | Auszug Erfolge Latein A-Team                             |
| Choreographie                | Jahr                         | Nationale Erfolge                                                                   | Internationale Erfolge                                   |
| ---------------------------- | ---------------------------- | ----------------------------------------------------------------------------------- | -------------------------------------------------------- |
| "The Power of Dreams"        | 2023                         | 3. Platz Staatsmeisterschaft                                                        |                                                          |
| "Music from Heaven"          | 2022                         | 3. Platz Staatsmeisterschaft, 1. Platz bei der Schwebachmurmel                      |                                                          |
| "Music from Heaven"          | 2021                         | Vizestaatsmeistertitel Formationen Latein                                           | 7. Platz Weltmeisterschaft                               |
| "Choices"                    | 2019                         | Vizestaatsmeistertitel Formationen Latein, 1. Platz Dance Trophy                    |                                                          |
| "Spirit of Life"             | 2018                         | Vizestaatsmeistertitel Formationen Latein, 1. Platz Dance Trophy                    | 6. Platz Weltmeisterschaft, 5. Platz Europameisterschaft |
| "Spirit of Life"             | 2017                         | Staatsmeistertitel Formationen Latein, 1. Platz Dance Trophy                        | 5. Platz Weltmeisterschaft                               |
| "Invictus"                   | 2016                         | Staatsmeistertitel Formationen Latein                                               | 6. Platz Weltmeisterschaft                               |
| "Invictus"                   | 2015                         | Vizestaatsmeistertitel Formationen Latein, 1. Platz Donaucup der Formationen        | 6. Platz Weltmeisterschaft                               |
| "Fortis Nova"                | 2014                         | Vizestaatsmeistertitel Formationen Latein                                           | 7. Platz Weltmeisterschaft, 6. Platz Europameisterschaft |
| "Fortis Nova"                | 2013                         | 1. Platz beim Perchtoldsdorfer Formationscup                                        | 8. Platz Weltmeisterschaft                               |
| "Don't Stop Believing"       | 2013                         | Vizestaatsmeistertitel Formationen Latein                                           | 6. Platz Europameisterschaft                             |
| "Don't Stop Believing"       | 2012                         |                                                                                     | 8. Platz Weltmeisterschaft                               |
| "Siamo Noi"                  | 2012                         | Vizestaatsmeistertitel Formationen Latein, 1. Platz Dance Trophy                    | 6. Platz Europameisterschaft                             |
| "Siamo Noi"                  | 2011                         | Vizestaatsmeistertitel Formationen Latein, 1. Platz Tanzsportevent Oberpullendorf   | 7. Platz Weltmeisterschaft, 5. Platz Europameisterschaft |
| "Move"                       | 2010                         | Vizestaatsmeistertitel Formationen Latein                                           | 10. Platz Weltmeisterschaft                              |
| "Move"                       | 2009                         | 1. Platz Austrian Open Championship, Aufstieg in die 1. Bundesliga Formation Latein |                                                          |

### B-Team
Noch in der gleichen Saison, in der der Club gegründet wurde, startet auch das Latein B-Team des TSC Schwarz Gold mit der ehemaligen A-Team-Choreographie "No Limits" in die zweite Bundesliga. Nach dem Aufstieg des Latein A-Teams war das Latein B-Team mit der Choreographie "Tina Turner" in seiner Liga ungeschlagen. Bei der Staatsmeisterschaft 2010 konnte das Team als Sieger der zweiten Bundesliga hervorgehen und ebenfalls in die Eliteliga aufsteigen.
Auf der Staatsmeisterschaft 2012 konnte sich das Latein B-Team mit "Explosive" sogar den 3. Platz ertanzen und diesen zwei weitere Jahre verteidigen. In der Saison 2013–2014 tanzte das Team die gleiche Choreographie wie das ligagleiche Latein A-Team. Nach nur einer Saison entschied man sich als Club zu dem für den unüblichen Schritt eine eigene Choreographie für das Latein B-Team zu kreieren anstatt die ehemalige A-Team-Choreographie weiterzuverwenden oder eine bestehende zu leasen. Zwei Jahre tanzte das Team "Madagascar", jedoch konnten das bisherige Niveau nicht gehalten werden und das Team stieg 2016 in die zweite Bundesliga ab. Mit "Joe Cocker" schaffte man in der folgenden Saison jedoch wieder den Aufstieg in die erste Liga. Man entschied sich 2017 für einen Choreotausch mit dem Latein C-Team "Glee". Die Choreographie zur Musik von "Don't Stop Believing" wurde weiter abgeändert und "Here´s to us" genannt. Ab 2018 tanzte das Latein B-Team die clubeigene Choreographie "Invictus" in der ersten Bundesliga. Aktuell zeigen sie sich mit "Spirit of Life".
| Auszug Erfolge Latein B-Team | Auszug Erfolge Latein B-Team | Auszug Erfolge Latein B-Team                   | Auszug Erfolge Latein B-Team |
| Choreographie                | Jahr                         | Nationale Erfolge                              |                              |
| ---------------------------- | ---------------------------- | ---------------------------------------------- | ---------------------------- |
| "Joe Cocker"                 | 2017                         | Aufstieg in die 1. Bundesliga Formation Latein |                              |
| "Madagascar"                 | 2016                         | Abstieg in die 2. Bundesliga Formation Latein  |                              |
| "Fortis Nova"                | 2014                         | 3. Platz Staatsmeisterschaft                   |                              |
| "Explosive"                  | 2013                         | 3. Platz Staatsmeisterschaft                   |                              |
| "Explosive"                  | 2012                         | 3. Platz Staatsmeisterschaft                   |                              |
| "Tina Turner"                | 2010                         | Aufstieg in die 1. Bundesliga Formation Latein |                              |

### C-Team
Das C-Team bildet das Verbindungsglied zwischen Tanzschule und Tanzsport. Das Hauptaugenmerk liegt dabei auf der Vermittlung von Technik und schließt nahtlos an die in der Tanzschule erlernten Kenntnisse an. Das Team bietet einen ungezwungenen Einstieg in den Tanzsport und gleichzeitig eine optimale Vorbereitung auf ein Turnier-Team oder auf das Einzeltanzen.
2011 debütierte das Team mit der ehemaligen A-Team-Choreographie "Move" und ist seitdem fester Bestandteil der 2. Bundesliga. 2011–2013 wurde für das Team "Crazy Fire" geleast. Im Jahr 2013 übernahm man die Choreographie "Don't Stop Believing" aus dem Latein A-Team und nannte sie "Glee". Da sich die Choreographie sehr gut für den Aufbau der Tänzer erwies, behielt man die Choreographie vier Jahre lang bei. 2017 übernahm man die Choreographie "Joe Cocker" vom Latein B-Team. Ihr jüngster Erfolg war der 2. Platz auf der Staatsmeisterschaft 2018 und 2. Rang in der 2. Bundesliga der Formationen Latein sowie der Sieg in der zweiten Bundesliga 2019. 
Die junge und lebhafte Mannschaft startet nach einer Neuformierung mit großer Motivation in die Turniersaison. Aktuell tanzt das Team die Choreographie "Invictus" in der zweiten Bundesliga.
| Auszug Erfolge Latein C-Team | Auszug Erfolge Latein C-Team | Auszug Erfolge Latein C-Team                   | Auszug Erfolge Latein C-Team |
| Choreographie                | Jahr                         | Nationale Erfolge                              |                              |
| ---------------------------- | ---------------------------- | ---------------------------------------------- | ---------------------------- |
| "Madagascar"                 | 2019                         | Aufstieg in die 1. Bundesliga Formation Latein |                              |

### All Girls Mädels-Formation
Ebenso wie gemischte Formationsteams tanzen reine Damen-Formationen zu einer etwa 6-minütige Choreografie, bestehend aus Einmarsch, Wertungsteil & Ausmarsch. Getanzt wird alleine zu den Rhythmen der Lateinamerikanischen Tänze. Fokus liegt auch hier auf Bilder und Synchronität.
Die Ladies-Foramtion ist mit seiner Gründung 2019 das jüngste Team des Vereins und begann mit der Choreographie "Glee". Aktuell tanzt das Team zu "Spirit of Life".
| Auszug Erfolge All Girls A-Team | Auszug Erfolge All Girls A-Team | Auszug Erfolge All Girls A-Team        | Auszug Erfolge All Girls A-Team |
| Choreographie                   | Jahr                            | Nationale Erfolge                      |                                 |
| ------------------------------- | ------------------------------- | -------------------------------------- | ------------------------------- |
| "Spirit of Life"                | 2025                            | 3. Platz Österreichische Meisterschaft |                                 |
| "Choices"                       | 2024                            | 3. Platz Österreichische Meisterschaft |                                 |
| "Choices"                       | 2023                            | 3. Platz Österreichische Meisterschaft |                                 |

## Formation Standard
In den Formationen Standard tanzen 6–8 Paare gemeinsam die Tänze Langsamer Walzer, Tango, Wiener Walzer, Slowfox und Quickstepp.

### A-Team (S-Team)
Das oft auch "S-Team" genannte Standard A-Team des TSC Schwarz Gold trainiert seit 2015. Bereits Anfang des Jahres gab es die Bestrebung eine Standardformation aufzubauen. Schnell hatten sich einige Paare gefunden, die einen ersten Teil der späteren Choreographie "Corpse Bride" am 95. Elmayerkränzchen präsentierten. Im Sommer entschied man sich daraus ein Turnierteam zu machen und begann die spätere Erfolgschoreographie "Make that Change" zu lernen. Cie Choreographie zur Musik von Michael Jackson wurde im Rahmen des 96. Elmayerkränzchens vorgestellt. Bei ihrer ersten Meisterschaft 2016 ertanzte sich das Team den österreichischen Meistertitel in ihrer Disziplin. Auf der Standard Formationsweltmeisterschaft im darauffolgenden Herbst gelang ihnen auf Anhieb der Einzug ins Semifinale und sie erreichten den 10. Platz.
Mit der eigens kreierten Choreographie "Beauty and the Beast" konnte 2018 ein weiterer Meisterschaftstitel errungen werden. Auch wenn die WM-Platzierungen keine weiteren Erfolge zeigten, so konnte sich das Team auch dort Jahr für Jahr in der Punktewertung steigern. Im Sommer 2019 begann das Standard A-Team die Choreographie "Stories" die sie nach nur zwei Monaten Trainingszeit auf der Weltmeisterschaft in Moskau präsentierten. Aktuell tanzt das Team zu "Is it a Man's World?" mit dem sie das kontroverse Thema der Gleichberechtigung auch im Tanzsport aufgreifen wollen.
| Auszug Erfolge Standard A-Team | Auszug Erfolge Standard A-Team | Auszug Erfolge Standard A-Team | Auszug Erfolge Standard A-Team                           |
| Choreographie                  | Jahr                           | Nationale Erfolge | Internationale Erfolge                                   |
| ------------------------------ | ------------------------------ | --- | -------------------------------------------------------- |
| "Unstoppable"                  | 2025                           | 1. Platz Sparkasse Dance Trophy |                                                          |
| "Unstoppable"                  | 2024                           | Staatsmeistertitel Formationen Standard, 1. Platz Dance-Cup, 1. Platz Sparkasse Dance Trophy, 1. Platz SG Summercup, 1. Platz PCup | 4. Platz Weltmeisterschaft                               |
| "Unstoppable"                  | 2023                           | 1. Platz Dance Cup, 1. Platz Donaupokal                                                                                            |                                                          |
| "Is it a Man's World?"         | 2023                           | Staatsmeistertitel Formationen Standard, 1. Platz Schwebachmurmel, 1. Platz Sparkasse Dance Trophy, 1. Platz SG Dance Trophy       |                                                          |
| "Is it a Man's World?"         | 2022                           | Vizemeistertitel Formationen Standard, 1. Platz Sparkasse Dance Trophy                                                             | 6. Platz Weltmeisterschaft, 7. Platz Europameisterschaft |
| "Stories"                      | 2021                           | Vizemeistertitel Formationen Standard                                                                                              |                                                          |
| "Stories"                      | 2020                           | 1. Platz Schwebachmurmel |                                                          |
| "Stories"                      | 2019                           | 1. Platz beim Perchtoldsdorfer Formationscup, 1. Platz Donaupokal                                                                  | 12. Platz Weltmeisterschaft                              |
| "Beauty and the Beast"         | 2019                           | Vizemeistertitel Formationen Standard                                                                                              |                                                          |
| "Beauty and the Beast"         | 2018                           | Österreichischer Meister Formationen Standard                                                                                      | 14. Platz Weltmeisterschaft                              |
| "Beauty and the Beast"         | 2017                           | | 17. Platz Weltmeisterschaft                              |
| "Make that Change"             | 2017                           | Vizemeistertitel Formationen Standard                                                                                              |                                                          |
| "Make that Change"             | 2016                           | Österreichischer Meister Formationen Standard                                                                                      | 10. Platz Weltmeisterschaft                              |

### B-Team
Das noch junge Team versucht den schmalen Grad zwischen Aufbauteam und Leistungsteam zu gehen. Das Team ist als Einstiegs- und Aufbauteam eine Vorbereitung für das Standard A-Team. Um den Tänzern eine optimale Vorbereitung zu bieten, startet man, wie auch das Standard A-Team, ebenfalls in der immer stärker werdenden Bundesliga Standard.
Das Standard B-Team tanzte am Elmayerkränzchen 2019 das erste Mal mit der Choreographie „Corpse Bride“ vor Publikum und hat sich in der Bundesliga bereits gut präsentieren können. Nach nur einer Saison mit der ehemaligen A-Team Choreographie "Beauty and the Beast" tanzt das Team nun zu "Stories".
| Auszug Erfolge Standard B-Team | Auszug Erfolge Standard B-Team | Auszug Erfolge Standard B-Team                    |
| Choreographie                  | Jahr                           | Nationale Erfolge                                 |
| ------------------------------ | ------------------------------ | ------------------------------------------------- |
| "Stories"                      | 2024                           | 3. Platz Staatsmeisterschaft Formationen Standard |

## Einzeltanzsport
Im Bereich Einzeltanzsport konnten die Paare und Solotänzer des TSC Schwarz Gold eine Vielzahl an Top-Platzierungen im In- und Ausland erzielen und sich bereits mehrmals im Jahresranking der österreichischen Tanzsportclubs an der 1. Stelle positionieren.

### Untere Leistungsklassen (Breitensport, D, C)
Seit 2010 ist der Club fixer Bestandteil bei den österreichischen Meisterschaften. Zu Beginn waren ausschließlich Latein-Paare im Club, in den letzten Jahren ist die Standard-Sektion aber gleichgezogen. Viele Einzeltänzer haben mit Formation begonnen und später Einzeltanz hinzugenommen. Daher sind die meisten Paare auch in den Unterklassen (Breitensport, D und C-Klasse) zu finden.
In der D-Klasse werden nur 4 Tänze getanzt (kein Slowfox in Standard, kein Paso Doble in Latein), in der Breitensportklasse nur drei der vier möglichen Tänze. In der gesamten Unterklasse gelten strenge Schrittbegrenzungen und Kleidungsvorschriften (am markantesten: kein Frack, kein bestrasster Stoff). Für die Unterklassen wird je Disziplin Österreichische Meisterschaft ausgetragen.
| Österreichische Meisterschaft D-Klasse – Paare des Clubs | Österreichische Meisterschaft D-Klasse – Paare des Clubs | Österreichische Meisterschaft D-Klasse – Paare des Clubs |
| Jahr                                                     | Standard | Latein |
| Allg. Klasse                                             | Allg. Klasse | Allg. Klasse |
| -------------------------------------------------------- | --- | --- |
| 2024                                                     | 1. Tim Kulha / Sarah Pfeifer, 7. Thomas Wadsak / Hannah Parapatics | 3. Ben FINLEY / Adriana KASSOVICOVA, 9. Fabio GRADWOHL / Martha Johanna SCHMIDT |
| 2023                                                     | | 4. Dominic JÄGER / Julia BLECHA, 5. Christoph SCHNAUBELT / Maria Irini BELEGRATIS |
| 2022                                                     | 1. Thaer El Haj Hussein / Antonia Folfa, 5. Marco Dronigi / Beatrice-Christin Dreyer | 4. Jakob Seibert / Klara Schade, 10. Adam Rostas / Sonja Treiber |
| 2021                                                     | 1. Felix Bittner / Isabella Walter, 4. Markus Urch / Marlene Hawlik, 5. Vincent Englitsch / Viola Windsperger, 7. Alexander Unterberger / Anna Köhler, 9. Alexander Putz / Barbara Sirucek, 11. Marco Dronigi / Beatrice-Christin Dreyer, 12. Enzo Valda / Pia Bettina Gartlgruber, 13. Paul Csepan / Stefanie Walter, 14. Daniel Schönthaler / Fiona Gartlgruber, 15. Matthias Reich-Rohrwig / Flora Male | 7. Lukas Ratheiser / Nadine Grünzweig, 13. Jakob Seibert / Marlena Helmer, 17.–18. Klaus Galler / Beata Morajda, 20. Adam Rostas / Sonja Treiber |
| 2019                                                     | 5. Simon Rezai / Anna Novak, 8.–9. Florian Galler / Anna-Maria Spitznagl, 10. Alexander Putz / Barbara Sirucek, 11. Felix Bittner / Magdalena Sophie Fried, 14. Daniel Schönthaler / Tatjana Rohatscheck | 6. Nicolas Hoang / Anna Zimmermann, 12. Raphael Scheibenreif / Nikta Madjdi, 15. Sebastian Bahr / Karina Rockenschaub |
| 2018                                                     | 5. Balthasar, Anselm / Steinbauer, Elisabeth, 8.–9.Galler, Florian / Spitznagl, Anna-Maria | 2. Philipp Eberhardt / Valerie Hagmann, 3. Max Allinger-Csollich / Carina Gaida, 5. Edzus Milasus / Maria Fritthum |
| 2017                                                     | 4. Andreas Zidtek / Sophie Schaden, 10. Anselm Balthasar / Theresa Völkl | 3. Andreas Kohl / Alexandra Schrenk, 5. Galvin Hoang / Valentina Stanger, 9.–10. Martin Palkovits / Sarah Brune, 9.–10. Lukas Posch / Sandra Partila, 14. Kristof Schreier / Claudia Corina Kandler, 15.–16. Moritz Koegel / Anna Zimmermann, 27.–28. Martin Tatzber / Tanja Höfler |
| 2016                                                     | 9. Thomas Geisberger / Kateryna Kubyshkina | 2. Alexander Cojocaru / Konstanze Koza, 8. Martin Palkovits / Nikola Schütz, 17. Kristof Schreier / Claudia Corina Kandler |
| 2015                                                     | 6. Klaus Galler / Beata Morajda | 3. Philipp Romanek – Lisa Derntl, 5. Patrick Scheibert – Nina Jacot, 7. Georg Semmler – Alexandra Grohe, 15.–16. Kristof Schreier – Claudia Corina Kandler |
| 2014                                                     | 1. Mark Santa / Maria Chaderina | 11. Thomas Spanninger & Theresa Fekete, 16. Patrick Scheibert & Nina Jacot, 17. Robert Baumgartner & Christina Carda, 26.–28. Kristof Schreier & Claudia Kandler |
| 2013                                                     | 4. Nikolaus Kleemann & Martina Neuberger, 10.–11. Sebastian Hiemer & Nadine Mercedes Böhm | 8. Manuel Mammerler – Angelika Adamcyk, 9. Bernhard Gruber – Maria Seda, 18.–19. Stefan Himsl – Caroline Wenig, 18.–19. Florian Widhalm – Sylvia Rubey, 25. Robert Baumgartner – Christina Carda                                                                                    |
| 2012                                                     | 15.–16. René Friesacher – Agnes Forsthuber | 1. Sebastian Hiemer – Nadine Mercedes Böhm, 9. Alexander Wasserburger – Alexandra Dostal, 10. Stefan Himsl – Lena Gartner, 14. Manuel Mammerler – Angelika Adamcyk, 22.–23. David Chromy – Bettina Zehetbauer, 26.–29. Lukas Kreidl – Theresa Waigner                               |
| 2011                                                     | | 1. Erik Steiner / Siana Kouzmanova, 2. Bernhard Scheiner / Gisela Stix, 4. Michael Eder / Natascha Cervicek, 6. Stefan Lehofer / Manuela Strubreither |
| 2010                                                     | | 1. Nikolaus Kleemann – Marlies Kastenhofer, 11. René Friesacher – Agnes Forsthuber |
| Jugend                                                   | | |
| 2024                                                     | 1. Sarah PFEIFER / Tim KULHA | |
| ü30 / Sen. I                                             | | |
| 2021                                                     | | 2. Andreas Kohl / Conny Mandler |

| Österreichische Meisterschaft C-Klasse – Paare des Clubs | Österreichische Meisterschaft C-Klasse – Paare des Clubs | Österreichische Meisterschaft C-Klasse – Paare des Clubs |
| Jahr                                                     | Standard | Latein |
| Allg. Klasse                                             | Allg. Klasse | Allg. Klasse |
| -------------------------------------------------------- | --- | --- |
| 2024                                                     | 3. Edzus Milasus / Viola Windsperger, 6. Lukas Male / Pia Bettina Gartlgruber, 8. Clemens Kern / Antonia Folfa, 10. Tim Kulha / Sarah Pfeifer                                                     | 1. Jakob STICKLER / Laura-Anna GIGL, 6. Markus KALTENBERGER / Vivian RESL, 7. Adam LENCSES / Melanie BRUNNER, 9.-11. Klaus GALLER / Birgit HAVLIK, 9.-11. Nicolas HOANG / Rebecca ANETSHOFER, 12. Christoph SCHNAUBELT / Maria Irini BELEGRATIS, 14.-15. Moritz KOEGEL / Maria FRITTHUM, 19. Maximilian COSTA / Wanda HÄUSLER |
| 2023                                                     | 3. Enzo Valda / Fiona Gartlgruber, 5. Alexander Putz / Barbara Sirucek, 8. Edzus Milasus / Kata Sebök, 9.-10. Lukas Male / Pia Bettina Gartlgruber, 15.-16. Sebastian Mackrell / Florestina Hagen | 5. Sascha BRIER / Sonja TREIBER, 6. Klaus GALLER / Birgit HAVLIK, 14. Adam LENCSES / Melanie BRUNNER, 15.-16. Adam ROSTAS / Lee-Ann SEIFERT, 20. Jakob SEIBERT / Klara SCHADE, 21. Moritz KOEGEL / Maria FRITTHUM |
| 2022                                                     | 1. Markus Urch / Marlene Hawlik, 7. Enzo Valda / Fiona Gartlgruber, 11. Alexander Putz / Barbara Sirucek, 12.-13. Thaer El Haj Hussein / Antonia Folfa, 12.-13. Paul Csepan / Stefanie Walter     | 15. Moritz Koegel / Maria Fritthum, 16. Philipp Eberhardt / Valerie Hagmann |
| 2021                                                     | 2. Bernhard Seda / Regina Buglak, 5. Felix Bittner / Isabella Walter, 6. Florian Galler / Anna-Maria Spitznagl, 9. Anselm Balthasar / Elisabeth Steinbauer                                        | 10. Raphael Scheibenreif / Nikta Madjdi, 14. Philipp Eberhardt / Valerie Hagmann |
| 2019                                                     | 6. Andreas Broch / Isabella Franziska Swaton, 7. Anselm Balthasar / Elisabeth Steinbauer | 3. Anestis Dimakis / Valentina Stanger, 4. Lukas Posch / Sandra Partila, 14.–15. Max Allinger-Csollich / Carina Gaida |
| 2018                                                     | 6. Zidtek, Andreas / Schaden, Sophie, 8. Galler, Klaus / Morajda, Beata, 17. Balthasar, Anselm / Steinbauer, Elisabeth                                                                            | 4. Fabian Zientek / Sol A Ban, 9.–11. Andreas Kohl / Alexandra Schrenk, 9.–11. David Michael Gaschler / Claudia Jani, 13.–14. Marco Feilbach / Nikola Schütz, 16. Philipp Eberhardt / Valerie Hagmann |
| 2017                                                     | 13. Klaus Galler / Beata Morajda, 24. Andreas Zidtek / Sophie Schaden | 5. Tobias Wallner / Michaela Köchler, 8. Jakob Schade / Lilla Krisztina Toth, 15. Marco Feilbach / Nikola Schütz, 19.–21. Andreas Kohl / Alexandra Schrenk |
| 2016                                                     | | 6. Philipp Romanek / Lisa Derntl, 10. Robert Baumgartner / Theresa Fekete, 13.–15. Georg Semmler / Alexandra Grohe, 16.–17. Alexander Cojocaru / Konstanze Koza |
| 2015                                                     | 2. Nikolaus Kleemann / Martina Neuberger | 3. David Chromy – Cornelia Hartinger, 19. Philipp Romanek – Lisa Derntl, 20. Patrick Scheibert – Nina Jacot |
| 2014                                                     | 3. René Friesacher / Alexandra Dostal, 9. Mark Santa / Maria Chaderina | 8.David Chromy & Florentina Lachner, 9. Peter Holl & Bettina Zehetbauer |
| 2013                                                     | 13.–14. Rene Friesacher & Alexandra Dostal | 3. Michael Eder – Natascha Cervicek, 17. Lukas Kreidl – Theresa Waigner, 20.–21. Manuel Mammerler – Angelika Adamcyk |
| 2012                                                     | 10. Kevin Urban – Saphira Kaiser | 2. Bernhard Scheiner – Gisela Stix, 3. Michael Eder – Natscha Cervicek, 4. Bernhard Seda – Marlies Kastenhofer, 6. Benedikt Hiemer – Birgit Toth, 11.–12. Sebastian Hiemer – Nadine Mercedes Böhm |
| 2011                                                     | | 4. Nikolaus Kleemann / Marlies Kastenhofer, 9.–10. Rene Friesacher / Agnes Forsthuber, 15. Erik Steiner / Siana Kouzmanova |
| 2010                                                     | | 10. Nikolaus Kleemann – Marlies Kastenhofer |
| Jugend                                                   | | |
| 2024                                                     | 3. Sarah PFEIFER / Tim KULHA | |
| Jun. II                                                  | | |
| 2022                                                     | 1. Grigoriy Maslov / Julia Baran, 3. Marcus Soitu / Alisah Fromme | 4. Marcus Soitu / Alisah Fromme |
| ü30 / Sen. I                                             | | |
| 2022                                                     | | 2. Andreas Kohl / Conny Mandler |
| ü 45 / Sen. II                                           | | |
| 2022                                                     | | 12. Josef Neuwirth / Julia Kronberger |
| ü 55 / Sen. III                                          | | |
| 2024                                                     | | 7. Josef Neuwirth / Ingrid Voko |
| 2022                                                     | | 10. Josef Neuwirth / Julia Kronberger |
| ü 65 / Sen. IV                                           | | |
| 2024                                                     | | 5. Josef Neuwirth / Ingrid Voko |

| Österreichische Meisterschaft Solo Einsteiger – Tänzer des Clubs | Österreichische Meisterschaft Solo Einsteiger – Tänzer des Clubs | Österreichische Meisterschaft Solo Einsteiger – Tänzer des Clubs |
| Jahr                                                             | Standard                                                         | Latein                                                           |
| U16                                                              | U16                                                              | U16                                                              |
| ---------------------------------------------------------------- | ---------------------------------------------------------------- | ---------------------------------------------------------------- |
| 2024                                                             | 1. Edita HASANI                                                  | 9. Mariia KOVALENKO                                              |

### Obere Leistungsklassen (B, A, S)
Die Oberklassen (B, A und S-Klasse) haben gelockerte Vorschriften (Frack erlaubt, bestrasster Stoff erlaubt). Hier dürfen offene Choreographien getanzt werden. Die B-Klasse nimmt noch an der Österreichischen Meisterschaft Teil, die Meisterschaften der A- und S-Klassen werden im Rahmen der Staatsmeisterschaft ausgetragen.
Die meisten Paare des Clubs kommen bald in die Oberklasse, je höher das Level, desto weniger Paare gibt es aber.
| Österreichische Meisterschaft Solo Fortgeschrittene – Tänzer des Clubs | Österreichische Meisterschaft Solo Fortgeschrittene – Tänzer des Clubs | Österreichische Meisterschaft Solo Fortgeschrittene – Tänzer des Clubs |
| Jahr                                                                   | Standard                                                               | Latein                                                                 |
| U16                                                                    | U16                                                                    | U16                                                                    |
| ---------------------------------------------------------------------- | ---------------------------------------------------------------------- | ---------------------------------------------------------------------- |
| 2024                                                                   | 2. Edita HASANI                                                        | 2. Edita HASANI                                                        |

| Österreichische Meisterschaft B-Klasse – Paare des Clubs | Österreichische Meisterschaft B-Klasse – Paare des Clubs | Österreichische Meisterschaft B-Klasse – Paare des Clubs |
| Jahr                                                     | Standard | Latein |
| Allg. Klasse                                             | Allg. Klasse | Allg. Klasse |
| -------------------------------------------------------- | --- | --- |
| 2024                                                     | 7. Paul Csepan / Stefanie Csepan, 8. Enzo Valda / Fiona Christine Gartlgruber | 8. Jakob STICKLER / Laura-Anna GIGL, 16. Klaus GALLER / Birgit HAVLIK |
| 2023                                                     | 3. Markus Urch / Marlene Hawlik, 6. Bernhard Seda / Anna-Maria Spitznagl, 11. Paul Csepan / Stefanie Csepan, 14. Anselm Balthasar / Elisabeth Steinbauer                                           | 21.-22. David Michael GASCHLER / Lena GARTNER |
| 2022                                                     | 1. Felix Bittner / Isabella Walter, 5. Alexander Unterberger / Anna Köhler, 6. Bernhard Seda / Anna-Maria Spitznagl, 14. Anselm Balthasar / Elisabeth Steinbauer, 15. Markus Urch / Marlene Hawlik | |
| 2021                                                     | 6. Richard Lagler / Tatjana Rohatschek, 9.–10. Klaus Galler / Beata Morajda, 12. Andreas Zidtek / Sophie Schaden, 20. Bernhard Seda / Regina Buglak                                                | 21. Alexander Rohrbacher / Julia Schmidt |
| 2019                                                     | 5. Klaus Galler / Beata Morajda, 9. Andreas Zidtek / Sophie Schaden | 4. Tobias Wallner / Michaela Köchler, 9. Fabian Zientek / Sol A Ban, 12. Anestis Dimakis / Valentina Stanger                                                                                  |
| 2018                                                     | | 5. Tobias Wallner / Michaela Köchler |
| 2017                                                     | | 2. Peter Holl / Bettina Zidtek, 5. Alexander Cojocaru / Florentina Lachner, 10. Georg Semmler / Alexandra Grohe                                                                               |
| 2016                                                     | 2. René Friesacher / Alexandra Dostal | 4. David Chromy / Cornelia Hartinger, 8. Peter Holl / Bettina Zidtek |
| 2015                                                     | 8. René Friesacher / Alexandra Dostal, 14. Nikolaus Kleemann / Martina Neuberger | |
| 2014                                                     | | 3. Bernhard Scheiner & Gisela Stix |
| 2013                                                     | | 3. Benedict Hiemer – Birgit Toth, 4. Matthias Witzmann – Alessandra Angelini, 8.–10. Bernhard Scheiner – Gisela Stix, 15. Andreas Broch – Regina Buglak                                       |
| 2012                                                     | | 3. Erik Steiner – Julia Kaiser, 6. Rene Friesacher – Agnes Forsthuber, 7. Nikolaus Kleemann – Manuela Strubreither, 8.–10. Bernhard Scheiner – Gisela Stix, 15. Andreas Broch – Regina Buglak |
| Jun. II                                                  | | |
| 2022                                                     | 2. Grigoriy Maslov / Julia Baran | 2. Grigoriy Maslov / Julia Baran |
| ü 65 / Sen. IV                                           | | |
| 2024                                                     | 9. Günter Rockenschaub / Michaela Winkler | |

| Österreichische Meisterschaft A-Klasse – Paare des Clubs | Österreichische Meisterschaft A-Klasse – Paare des Clubs | Österreichische Meisterschaft A-Klasse – Paare des Clubs                                                                         |
| Jahr                                                     | Standard | Latein |
| Allg. Klasse                                             | Allg. Klasse | Allg. Klasse |
| -------------------------------------------------------- | --- | --- |
| 2024                                                     | 3. Yaroslav NENKA / Alisah FROMME, 6. Wiktor BARAN / Julia BARAN, 7. Felix BITTNER / Anna KÖHLER, 17. Felix ANGLEITNER / Isabella WALTER, 20.-21. Bernhard SEDA / Anna-Maria SPITZNAGL, 22.-23. Markus URCH / Marlene HAWLIK, 24. Alexander UNTERBERGER / Sophie SCHADEN          | 13. Yelyzaveta TKHORYK / Grigoriy MASLOV, 26. Petra ARTNER / Andreas BROCH                                                       |
| 2023                                                     | 5. Felix Bittner / Anna Köhler, 11. Grigoriy Maslov / Yelyzaveta Tkhoryk, 14. Klaus Galler / Birgit Havlik, 15.-16. Christoph Müller / Tatjana Rohatschek, 17. Alexander Unterberger / Sophie Schaden, 18. Markus Urch / Marlene Hawlik, 22. Bernhard Seda / Anna-Maria Spitznagl | 12. Valeria Seara Sallustio / Tobias Wallner, 22. Yelyzaveta Tkhoryk / Grigoriy Maslov, 25. Daniela Hvarchilkova / Andreas Broch |
| 2022                                                     | 5. Bittner, Felix / Walter, Isabella, 6. Lagler, Richard / Rohatschek, Tatjana | 14. Andreas Broch / Daniela Hvarchilkova                                                                                         |
| 2021                                                     | | 18. Tobias Wallner / Clarissa Höbinger                                                                                           |
| 2019                                                     | | 8.–9. René Friesacher / Teresa Plutzar                                                                                           |
| 2018                                                     | | 5. René Friesacher – Alexandra Dostal                                                                                            |
| 2017                                                     | 11. René Friesacher / Alexandra Dostal | 6. René Friesacher / Alexandra Dostal                                                                                            |
| 2016                                                     | 8. René Friesacher / Alexandra Dostal | 5. René Friesacher / Alexandra Dostal, 9.–10. David Chromy / Cornelia Hartinger                                                  |
| 2015                                                     | | 11. René Friesacher / Alexandra Dostal                                                                                           |
| 2014                                                     | | 2. Erik Steiner / Helene Buchner, 5. Nikolaus Kleemann / Martina Neuberger                                                       |
| 2013                                                     | | 2. Erik Steiner / Manuela Strubreither, 8. Nikolaus Kleemann / Martina Neuberger                                                 |
| 2012                                                     | 2. Milan Simic / Ena Atarac | 9. Milan Simic – Ena Atarac |
| 2011                                                     | 1. Milan Simic & Ena Atarac | |
| Jugend                                                   | | |
| 2024                                                     | 1. Yelyzaveta TKHORYK / Grigoriy MASLOV | 4. Yelyzaveta TKHORYK / Grigoriy MASLOV                                                                                          |
| 2023                                                     | 3. Yelyzaveta Tkhoryk / Grigoriy Maslov | 4. Yelyzaveta Tkhoryk / Grigoriy Maslov                                                                                          |
| ü30 / Sen. I                                             | | |
| 2024                                                     | 1. Alexander Unterberger / Sophie Schaden | |

| Staatsmeisterschaft – Paare des Clubs | Staatsmeisterschaft – Paare des Clubs     | Staatsmeisterschaft – Paare des Clubs                                        |
| Jahr                                  | Standard                                  | Latein                                                                       |
| Allg. Klasse                          | Allg. Klasse                              | Allg. Klasse                                                                 |
| ------------------------------------- | ----------------------------------------- | ---------------------------------------------------------------------------- |
| 2024                                  | 19. Klaus GALLER / Birgit HAVLIK          |                                                                              |
| 2023                                  | 12. Klaus Galler / Birgit Havlik          |                                                                              |
| 2018                                  |                                           | 17. René Friesacher – Alexandra Dostal                                       |
| 2017                                  |                                           | 5. Erik Steiner / Olessya Antochshuk                                         |
| 2016                                  |                                           | 8. Erik Steiner / Olessya Antochshuk                                         |
| 2015                                  |                                           | 11. Erik Steiner / Helene Buchner, 17. Nikolaus Kleemann / Martina Neuberger |
| 2014                                  |                                           | 11. Erik Steiner / Helene Buchner                                            |
| 2011                                  | 14. Milan Simic & Ena Atarac              |                                                                              |
| ü30 / Sen. I                          |                                           |                                                                              |
| 2024                                  | 6. Alexander UNTERBERGER / Sophie SCHADEN |                                                                              |

### Kombination
Auch in der Kombinations-Disziplin (wo jeweils alle 8 bzw. 10 Tänze getanzt werden) ist der Club jährlich vertreten. Kombination wird daher oft auch als Königsdisziplin bezeichnet. Hier gibt es naturgemäß weniger Paare da sowohl Standard als auch Latein gemeistert werden muss. In der Unterklasse werden 8 Tänze getanzt, sobald in einer Kategorie die Oberklasse erreicht wird, müssen 10 Tänze gestartet werden. Erreicht man in einer Klasse die Sonderklasse, so muss diese auch hier getanzt werden.
Immer wieder versuchen sich Paare des Clubs auch an der Königsdisziplin. Mittlerweile ist der Club jedes Jahr vertreten.
| Klasse          | Jahr  | Meisterschaft Kombination – Paare des Clubs                                        |
| --------------- | ----- | ---------------------------------------------------------------------------------- |
| Allg. S Staats  | 2024  | 3. Klaus Galler / Birgit Havlik (bzw. 4. Platz mit Paaren ohne Staatsbürgerschaft) |
| Allg. S Staats  | 2018  | 8. Friesacher, René / Dostal, Alexandra                                            |
| Allg. S Staats  | 2016  | 9. René Friesacher / Alexandra Dostal                                              |
| Allg. 10 Tänze  | 2024  | 3. Grigoriy Maslov / Yelyzaveta Tkhoryk                                            |
| Allg. 10 Tänze  | 2023  | 7. Klaus Galler / Birgit Havlik, 9. Grigoriy Maslov / Yelyzaveta Tkhoryk           |
| Allg. 10 Tänze  | 2022  | 9. Andreas Broch / Daniela Hvarchilkova                                            |
| Allg. 10 Tänze  | 2021* | 9. Alexander Rohrbacher / Julia Schmidt                                            |
| Allg. 10 Tänze  | 2019  | 6. René Friesacher / Teresa Plutzar, 7. Klaus Galler / Beata Morajda               |
| Allg. 10 Tänze  | 2018  | 5. Wallner, Tobias / Köchler, Michaela                                             |
| Allg. 10 Tänze  | 2017  | 4. René Friesacher / Alexandra Dostal                                              |
| Allg. 10 Tänze  | 2016  | 1. René Friesacher / Alexandra Dostal, 8. Philipp Romanek / Lisa Derntl            |
| Allg. 10 Tänze  | 2015  | 4. Nikolaus Kleemann – Martina Neuberger                                           |
| Allg. 10 Tänze  | 2014  | 8.–9. Renè Friesacher / Alexandra Dostal                                           |
| Allg. 10 Tänze  | 2012  | 1. Milan Simic & Ena Atarac                                                        |
| Allg. 8 Tänze   | 2023  | 4. Paul Csepan / Stefanie Walter, 5. Edzus Milasus / Kata Sebök                    |
| Allg. 8 Tänze   | 2022  | 9. Anselm Balthasar / Elisabeth Steinbauer, 12. Paul Csepan / Stefanie Walter      |
| Allg. 8 Tänze   | 2021* | 5. Paul Csepan / Stefanie Walter, 6. Anselm Balthasar / Elisabeth Steinbauer       |
| Allg. 8 Tänze   | 2019  | 7. Anselm Balthasar / Elisabeth Steinbauer                                         |
| Allg. 8 Tänze   | 2018  | 9. Klaus Galler / Beata Morajda                                                    |
| Allg. 8 Tänze   | 2016  | 4. Philipp Romanek / Lisa Derntl                                                   |
| Allg. 8 Tänze   | 2012  | 2. Sebastian Hiemer & Nadine-Mercedes Böhm                                         |
| Jugend          | 2024  | 1. Grigoriy Maslov / Yelyzaveta Tkhoryk, 2. Wiktor Baran / Julia Baran             |
| Jugend          | 2023  | 2. Grigoriy Maslov / Yelyzaveta Tkhoryk                                            |
| Jun. II 8 Tänze | 2022  | 2. Grigoriy Maslov / Julia Baran, 3. Marcus Soitu / Alisah Fromme                  |
| Jun. II 8 Tänze | 2021* | 1. Grigoriy Maslov / Julia Baran, 3. Marcus Soitu / Alisah Fromme                  |

* Die Staatsmeisterschaft 2021 fand coronabedingt erst im Februar 2022 statt.

## Trainerteam
Clubtrainer des Vereins ist seit der Gründung Simon Schmidt.
Trainer der Latein-Formationen ist Simon Schmidt mit seinem Trainerteam.
Die Standard-Sektion wird vom Nationaltrainer für Nachwuchs- und Leistungskader Markus Hackl geleitet. Er trainiert mit seinem Trainerteam auch die Standard-Formationen.

## Organisation und Leitung
Im Moment wird der TSC Schwarz Gold von Bernhard Seda als Obmann und Markus Bergsmann als Obmann-Stellvertreter geleitet.